# Milena Moser
Milena Moser (* 13. Juli 1963 in Zürich) ist eine Schweizer Schriftstellerin.

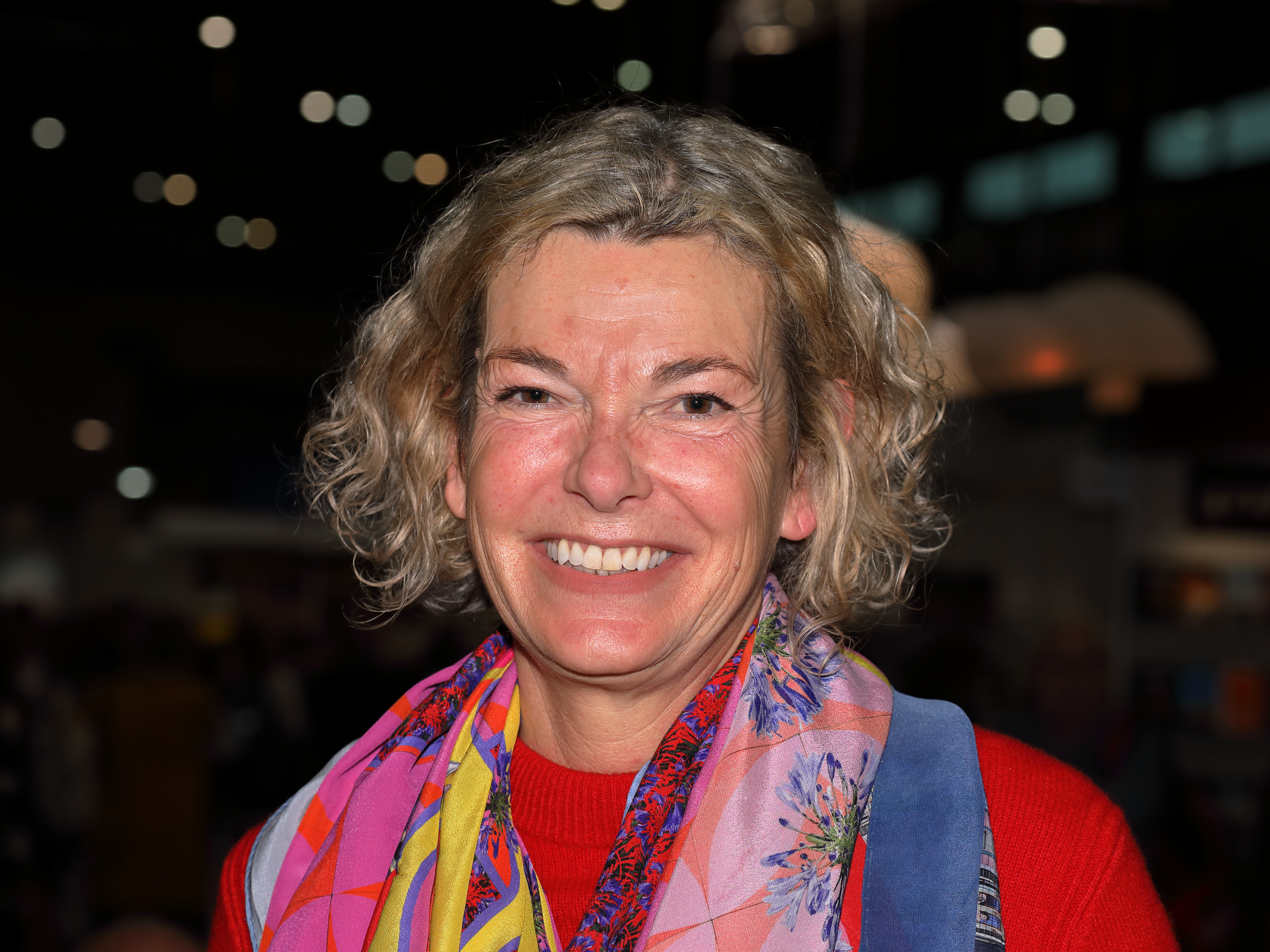
Milena Moser (November 2023)

## Leben
Milena Moser wurde als Tochter der Psychologin und Übersetzerin von Belletristik Marlis Pörtner, geb. Bindschedler (1933 bis 2020), und des Schriftstellers Paul Pörtner geboren. Ihr jüngerer Bruder Stephan Pörtner ist ebenfalls Schriftsteller. 
Nach der Diplommittelschule absolvierte sie eine Buchhändlerlehre und schrieb danach für Schweizer Rundfunkanstalten. Sie verfasste auch Bücher, für die sie aber keinen Verleger fand. So gründete sie den Krösus Verlag, wo das Buch Die Putzfraueninsel erschien. Dieses entwickelte sich zum Bestseller, und Peter Timm bearbeitete es fürs Kino.
1998 zog Milena Moser mit ihrer Familie für acht Jahre nach San Francisco. Zurück in der Schweiz gründete sie mit Sibylle Berg und ihrer damaligen Agentin Anne Wieser eine «Schreibschule». In ihrem «Schreibatelier» in Aarau gab sie Schreibkurse für Laien, daneben begleitete sie als «Schreibcoach» Schulklassen beim Verfassen eines gemeinsamen Werkes.
2015 zog Milena Moser erneut in die USA. In Santa Fe (New Mexico) kaufte sie ein Haus, das sie zuerst allein bewohnte. Dort widmet sich die Erfolgsautorin wieder ganz dem Schreiben. Seit Mai 2020 ist sie in dritter Ehe mit dem mexikanischen Künstler Victor-Mario Zaballa verheiratet. Sie ist Mutter zweier Söhne aus ihren ersten beiden Ehen.

## Auszeichnungen
Milena Moser erhielt zwischen 1991 und 1993 Werkbeiträge der Stiftung Pro Helvetia, des Migros-Genossenschafts-Bundes und der Erziehungsdirektion des Kantons Zürich.

## Werke
- Gebrochene Herzen oder Mein erster bis elfter Mord. Erzählungen. Krösus, Zürich 1990; Blanvalet, München 2006, ISBN 3-442-36227-X.
- Die Putzfraueninsel. Roman. Krösus, Zürich 1991; Blanvalet, München 2004, ISBN 3-442-36128-1.
- Das Schlampenbuch. Erzählungen. Krösus, Zürich 1992; Blanvalet, München 2005, ISBN 3-442-36175-3.
- Blondinenträume. Roman. Rowohlt, Reinbek 1994; als Taschenbuch ebd. 2004, ISBN 3-499-23608-7.
- Mein Vater und andere Betrüger. Roman. Rowohlt, Reinbek 1996; als Taschenbuch ebd. 1998, ISBN 3-499-22233-7.
- Das Faxenbuch. Ein Briefwechsel mit Angela Praesent. Rowohlt Taschenbuch, Reinbek 1996, ISBN 3-499-13928-6.
- Das Leben der Matrosen. Ein Zeitungsroman in Fortsetzungen (aus dem Tages-Anzeiger). Rowohlt Taschenbuch, Reinbek 1999, ISBN 3-499-22621-9.
- Artischockenherz. Roman. Blessing, München 1999; Goldmann, München 2001, ISBN 3-442-35520-6.
- Bananenfüße. Roman. Blessing, München 2001; Blanvalet, München 2003, ISBN 3-442-35901-5.
- Sofa, Yoga, Mord. Roman. Blessing, München 2003; Blanvalet, München 2006, ISBN 3-442-36380-2.
- Schlampen-Yoga oder Wo geht’s hier zur Erleuchtung? Blessing, München 2005, ISBN 3-89667-278-9; Heyne, München 2007, ISBN 978-3-453-60041-6.
- Stutenbiss. Roman, Blessing, München 2007, ISBN 978-3-89667-217-9; Heyne, München 2010, ISBN 978-3-453-40740-4.
- Flowers in your hair. Wie man in San Francisco glücklich wird. Blessing, München 2008, ISBN 978-3-89667-343-5; Heyne, München 2009, ISBN 978-3-453-40675-9.
- Möchtegern. Roman. Nagel & Kimche, München 2010, ISBN 978-3-312-00452-2.
- High Noon im Mittelland. Kolumnen. Nagel & Kimche, München 2011, ISBN 978-3-312-00480-5.
- Montagsmenschen. Roman. Nagel & Kimche, München 2012, ISBN 978-3-312-00496-6[8]
- Das wahre Leben. Roman. Nagel & Kimche, München 2013, ISBN 978-3-312-00576-5.
- Das Glück sieht immer anders aus. Nagel & Kimche, München 2015, ISBN 978-3-312-00653-3.
- Gebrauchsanweisung für Zürich. Piper, München 2015, ISBN 978-3492276597.
- Hinter diesen blauen Bergen. Verlag Nagel & Kimche, 2017, ISBN 978-3312010172.
- Land der Söhne. Verlag Nagel & Kimche, Zürich 2018, ISBN 978-3312010936.
- Das schöne Leben der Toten: vom unbeschwerten Umgang mit dem Ende. Illustriert von Victor-Maria Zaballa, Verlag Kein & Aber, Zürich 2019, ISBN 978-3036958187.
- Mehr als ein Leben. Verlag Kein & Aber, Zürich 2021, ISBN 978-3036958729.
- Der Traum vom Fliegen. Verlag Kein & Aber, Zürich 2023, ISBN 978-3-0369-5009-9.